# Cristo en el Pretorio
Cristo en el Pretorio, también conocido como Jesucristo en la noche de su Pasión, es un cuadro del artista español Pedro Ruiz González, pintado al óleo sobre lienzo, firmado y fechado en 1673,  y que actualmente se conserva en el Museo del Prado (Madrid).

## Historia
El lienzo data de 1673 y su procedencia primera es desconocida, si bien se cree que se trata del “borroncillo” (en el sentido de boceto, modelo de presentación, obra de reducido formato o ricordi) que el pintor y tratadista Antonio Palomino mencionó como obra de Pedro Ruiz González en la biografía que escribió sobre él (1724): «Yo vi uno [un cuadro] del Pretorio de Pilatos, con Cristo Señor nuestro cuando le iban a poner la cruz a cuestas; que verdaderamente parecía de Pablo Veronés: no sé si lo ejecutó en Granada».
La pista que proporciona Palomino al mencionar Granada, junto a un testamento de Pedro Ruiz González fechado, al igual que el cuadro, en 1673 (cuando el artista tenía 35 años aproximadamente, y declaraba estar sano) han hecho que el historiador Fernando López Sánchez proponga como hipótesis un posible viaje del pintor a Granada en ese año, pudiendo ser el testamento una medida de precaución en caso de que le ocurriera alguna cosa durante el desplazamiento. Allí habría llevado con él o pintado Cristo en el Pretorio, y desde Granada la obra habría partido hacia Francia, pues la primera ubicación segura que se conoce del lienzo es la Galería española (o Musée espagnol ) de Luis Felipe de Orleans (París) en el siglo XIX. En esta colección se mencionan otras dos obras que pueden relacionarse con Pedro Ruiz González y que por sus tamaños similares a Cristo en el Pretorio y por su temática (La Flagelación y Cristo con la Cruz a cuestas ) sugieren, según la citada hipótesis de Fernando López Sánchez, la existencia de un ciclo sobre la Pasión de Cristo cuyo número total piezas y comitente granadino son desconocidos. Estas obras habrían podido ser compradas por comisionados de Luis Felipe de Orleans con destino a su colección, formada básicamente entre 1835 y 1838. 
Los tres lienzos fueron vendidos en Londres en 1853, junto con el resto de obras de la Galería española. Tanto La Flagelación como Cristo con la Cruz a cuestas están desaparecidos desde entonces. Por el contrario, Cristo en el Pretorio fue comprado por alguien apellidado Watson y con el tiempo acabó regresando a España, donde permaneció en colección particular hasta que fue adscrita al Museo del Prado procedente de la Comisaría General del Patrimonio Artístico Nacional en 1942 y que en septiembre de 2022 el propio museo ha colocado en una lista accesible al público como parte de los fondos conserva, con "el objetivo es aclarar cualquier duda que pudiera existir sobre los antecedentes y el contexto previos a que se produjera su entrada en las colecciones del Prado y, llegado el caso y cumpliendo todos los requisitos legales, proceder a su devolución a sus legítimos dueños."
También en relación con la posible serie de cuadros de Pedro Ruiz González sobre la Pasión de Cristo habría que mencionar otro borroncillo, propiedad del Museo de Bellas Artes de Budapest, un Ecce Homo, que pudiera ser uno más de la hipotética serie. El Ecce Homo muestra afinidad con el cuadro del Museo del Prado en las parecidas dimensiones, en las similitudes del personaje de Jesús, en el colorido, en las arquitecturas grises del fondo del cuadro, en el abigarramiento de los grupos de personajes alrededor de la escalinata y en compartir una misma inspiración en los maestros de la pintura veneciana, especialmente Tintoretto. En esta obra, Pedro Ruiz da muestras una vez más de su originalidad al buscar nuevos enfoques a temas ya tradicionales. El emplazamiento de la acción, por ejemplo, se traslada a la casa de Caifás en vez de desarrollarse en el palacio de Poncio Pilatos de acuerdo a la iconografía tradicional.

## Análisis de la obra
La obra representa un momento de la Pasión de Cristo que se basa en 3 citas evangélicas (Lucas 23,11, Marcos 15,16-20 y Mateo 27,27-31) y muestra el momento en el que Jesús, ya coronado de espinas, se dirige a tomar la cruz. Poncio Pilatos, ajeno ya a Cristo y concentrado en despachar otros asuntos, está sentado en un sitial bajo dosel. Los soldados, los grupos de personas que reaccionan de diversa manera ante la condena y los ángeles de la parte superior, con sus diferentes distribuciones y movimientos, hacen vibrar la composición de la obra y la llenan de emoción e interés. 
En la mención que Palomino hace de esta obra la califica como “borroncillo”, que en este caso debe entenderse como un boceto o modelo de presentación al cliente del cuadro que el artista se proponía pintar, para obtener su aprobación antes de la realización de la obra definitiva. Este hecho implicaba que el modelo de presentación debía poseer ya una madurez plena en el detalle de la composición y una cuidada factura en su ejecución. Se han conservado otros modelos de presentación contemporáneos al de Pedro Ruiz, realizados por artistas como Carreño (que fue maestro de Pedro Ruiz), Francisco Rizi o Claudio Coello, con unas medidas semejantes a las del de Pedro Ruiz y firmados y fechados como el suyo. Su borroncillo debió ser, por tanto, el modelo para un gran cuadro de altar, formato al que se adaptaría bien la compleja composición proyectada en un espacio rectangular vertical. No se conserva en la actualidad ninguna versión en gran tamaño basada en el modelo de Pedro Ruiz, bien porque no ha llegado hasta nosotros o bien porque nunca llegó a realizarse. No obstante, se ha señalado que en ocasiones un “borroncillo” podía ser también un ricordi o copia reducida que el artista conservaba de un trabajo ya entregado. Ese parece ser el caso, por ejemplo, de uno de los tres borroncillos que se conservan de La Anunciación pintada por Claudio Coello para el convento de San Plácido en Madrid.
Uno de los aspectos más sobresalientes de la obra es la ambiciosa y brillante composición de la escena, algo para lo que el autor mostró una facilidad por la que siempre fue reconocido. Palomino decía de Pedro Ruiz en la biografía que escribió sobre él que poseía una gran capacidad para dibujar y componer, con grandes dotes de inventiva. Su cuadro destaca precisamente por conseguir plasmar en una arquitectura monumental una escena vibrante y llena de movimiento gracias a la iluminación y a la inteligente colocación de las figuras, obteniendo como resultado una obra dramática, movida, efectista y novedosa. Como se ha mencionado, Palomino comentó de esta obra «que verdaderamente parecía de Pablo Veronés», y, en efecto, la influencia del Veronés y de la pintura veneciana es clara en el tratamiento del color, en el fondo arquitectónico y en la disposición escénica de la composición, muy meditada. También puede apreciarse el influjo de José Jiménez Donoso, quien además de pintor era un importante arquitecto con propensión a incluir elementos arquitectónicos en sus propios cuadros. Por su parte, los ángeles de la parte superior están cerca del estilo de Claudio Coello.
Otra de las posibles fuentes compositivas parece ser el cuadro de Francisco Rizi El martirio de santa Leocadia (Museo del Prado), con el que guarda similitudes en la disposición general de algunos grupos de figuras, y que el pintor pudo conocer directamente o a través de dibujos preparatorios como el conservado hoy en el Museo del Louvre.

## Dibujo preparatorio en la Biblioteca Nacional de España

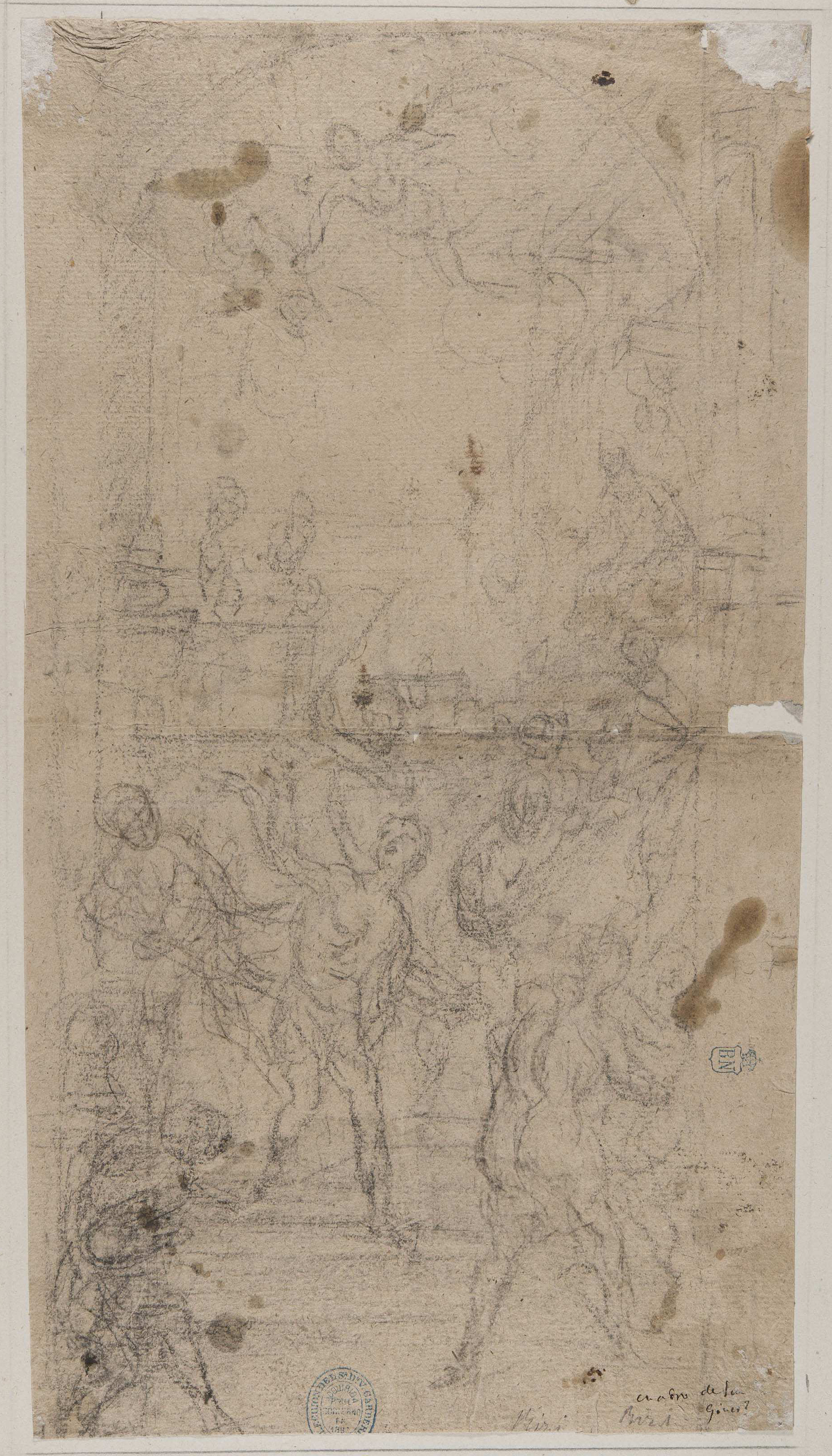
Estudio para martirio de un santo, rasguño de Pedro Ruiz González, lápiz negro sobre papel de estraza verjurado, 364 x 198 mm, Biblioteca Nacional de España, Madrid

Como ya se ha mencionado, la ambición y complejidad de la composición del cuadro muestra que se trata de una obra meditada, a la que el pintor debió de llegar después de estudiar las posibilidades de sus ideas iniciales. Este hecho implica la existencia de un trabajo previo, del que afortunadamente se ha conservado un dibujo muy sumario, o “rasguño” según el vocabulario de la época (es decir, «un dibujo en apuntamiento, ó tanteo», según definición de Palomino), que se conserva hoy en día en la Biblioteca Nacional de España. Este dibujo inicial, antiguamente atribuido a Francisco Rizi, fue identificado en el año 2016 por la profesora Cristina Agüero como un dibujo preparatorio de Pedro Ruiz para la realización de Cristo en el Pretorio, basándose en la coincidencia de las líneas fundamentales de la composición con las del cuadro y en la similitud de sus rasgos estilísticos con los de otros dibujos conocidos de Pedro Ruiz González. A pesar de la coincidencia en lo fundamental de la composición, el dibujo muestra que el pintor incrementó en la obra final el número de figuras y que transformó al protagonista, que en el dibujo es un personaje masculino difícil de identificar (posiblemente un santo o mártir), en el propio Cristo en el momento de su Pasión, además de añadir la cruz del cuarto inferior derecho. Estos cambios sugieren que las ideas iniciales pudieran haber sido para un asunto religioso diferente y que más tarde reaprovechó la idea de composición para pintar Cristo en el Pretorio.
En el rasguño de Pedro Ruiz, al igual que en otros dibujos de él que se han conservado, las figuras son representadas de manera esquemática, como si se tratara de maniquíes desnudos trazados con líneas ondulantes que posteriormente (y sólo a veces) se recubren de vestimenta, y con los rostros reducidos básicamente a óvalos. La técnica es rápida y nerviosa, y el acabado descuidado y con errores, aunque mostrando su libertad de inventiva. 
Además de este dibujo, se han relacionado hipotéticamente con el posible ciclo de la Pasión de Cristo otros dos dibujos de figuras de Pedro Ruiz González conservados en el Museo del Prado (D000186 y D000187).